# Lökringar

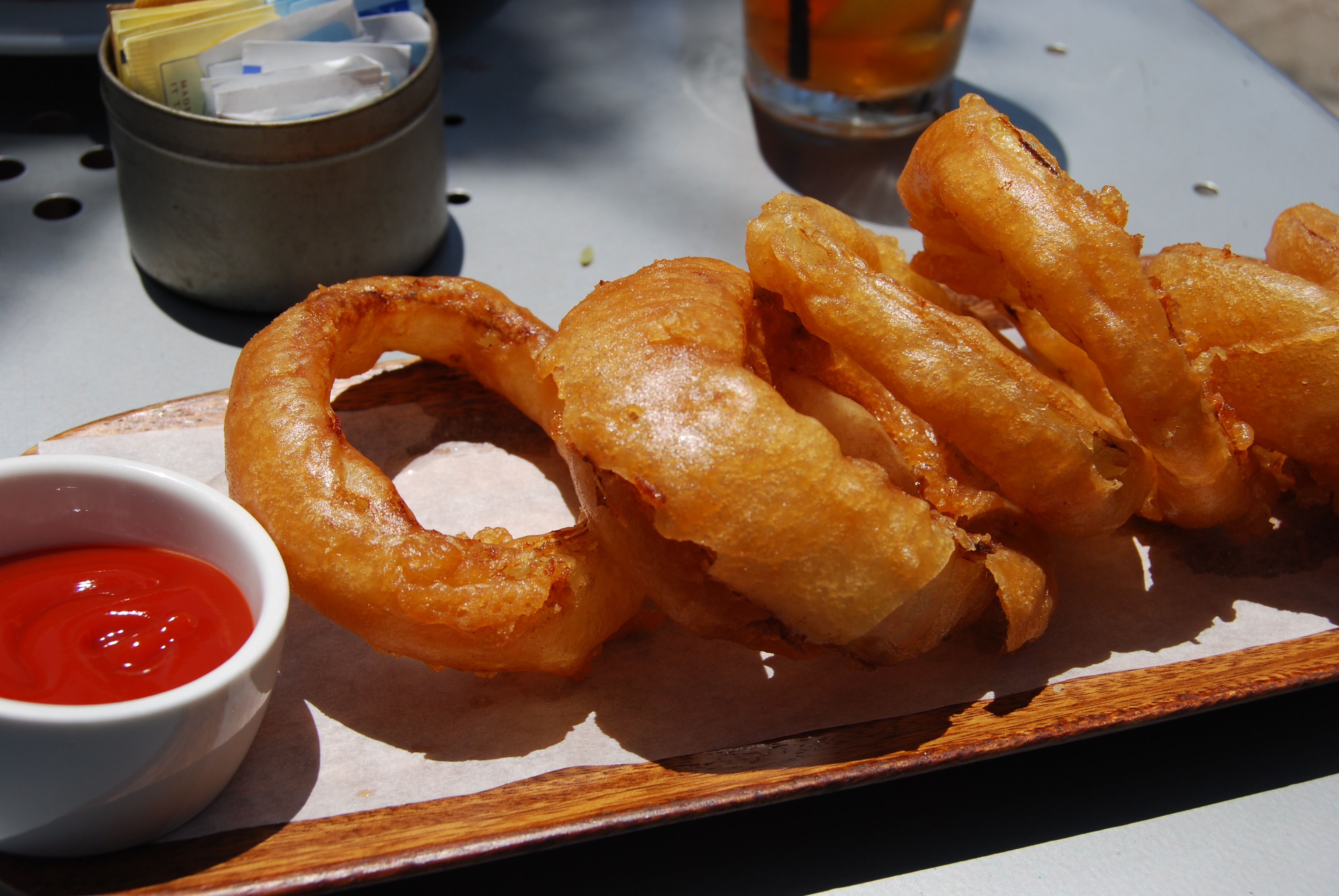
Lökringar med ketchup.

Lökringar är ringar av lök som bakas in i frityrsmet för att sedan friteras, vanligtvis på snabbmatsrestauranger, och dylikt. 